# ساندرا غوغ
ساندرا غوغ (بالإنجليزية: Sandra Gough)‏ هي ممثلة بريطانية، ولدت في 2 أغسطس 1943 في مانشستر في المملكة المتحدة.

## وصلات خارجية
- ساندرا غوغ على موقع IMDb (الإنجليزية)
- ساندرا غوغ على موقع قاعدة بيانات الفيلم (الإنجليزية)